# Ballern

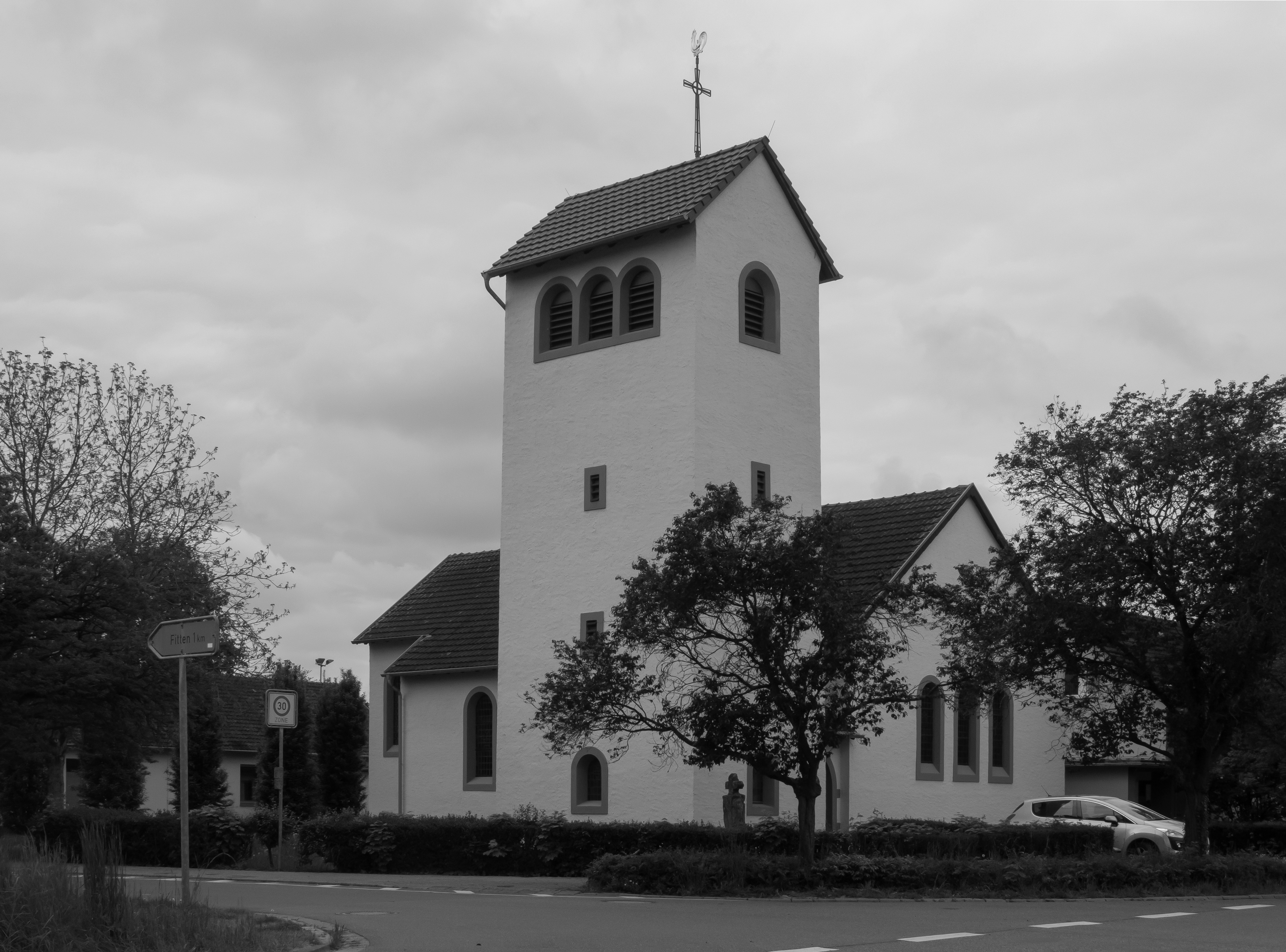
Ballern, Kirche

Ballern ist einer von 17 Stadtteilen der Kreisstadt Merzig im Landkreis Merzig-Wadern (Saarland) und umfasst die Ortsteile Ballern, Rech und Ripplingen. Bis Ende 1973 war Ballern eine eigenständige Gemeinde.

## Geschichte
Ballern wurde als „Baldringen“ erstmals in der ersten Hälfte des 11. Jahrhunderts urkundlich erwähnt. 2018 konnten in Rech drei bis vier Grubenhütten ausgegraben werden, die vorläufig in das 11./12. Jahrhundert datiert wurden. Einige Keramikfunde könnten ins 10. Jahrhundert gehören. Rech wird erstmals zum Jahr 920 in den Quellen genannt. In Ripplingen besaß die niederadelige Familie von Ripplingen (ausgestorben vor 1478) ein festes Haus, das in einer Urkunde von 1419 als die hoeffstat dez slosses zo Rypptingen bezeichnet wurde. Der ursprünglich drei Stockwerke hohe Steinturm mit rund zweieinhalb Metern Durchmesser hat sich bis heute in einem Stall erhalten.
Im Rahmen der saarländischen Gebiets- und Verwaltungsreform wurde die bis dahin eigenständige Gemeinde Ballern am 1. Januar 1974 der Stadt Merzig zugeordnet.
125 Jahre Freiwillige Feuerwehr in Ballern
Mit einem bunten Programm feierte der Löschbezirk Ballern im Juli 2024 sein 125-jähriges Bestehen. Über vier Tage verteilt gab es Live-Musik, einen Wettbewerb der Jugendwehren, den Festkommers mit zahlreichen Ehrengästen, wie z. B. Oberbürgermeister Marcus Hoffeld oder Peter Altmaier, ehem. Bundesminister für Wirtschaft und Energie, Ehrungen und Beförderungen, einen großen Zapfenstreich sowie eine Oldtimer-Ausstellung und den gemeinsamen Seniorentag der Stadtteile Ballern, Fitten und Hilbringen.

### Wappen
Die Gemeinde Ballern führte von 1959 bis zu ihrer Auflösung am 1. Januar 1974 ein eigenes Wappen, welches einen Zweig mit drei grünen Lindenblättern über einem silbernen Wellenbalken zeigt.

## Politik

### Ortsrat Ballern (Stand 2024)
(6 CDU, 4 SPD)
| Specht, Damian          | CDU (Ortsvorsteher)         |
| Ghosh-Broderius, Shanta | CDU                         |
| Schwindling, Roland     | CDU                         |
| Latz, Katharina         | CDU                         |
| Specht, Dieter          | CDU                         |
| Bohrofen, Horst         | SPD (stellv. Ortsvorsteher) |
| Gelz, Otmar             | SPD                         |
| Gelz, Eric              | SPD                         |
| Friedrich, Hermann      | SPD                         |

## Verkehr
- Durch Ballern führt das Teilstück Saarlouis – Perl der Landesstraße 170.
- In Ballern befindet sich die Autobahn-Abfahrt „Merzig-Schwemlingen“ an der Autobahn A 8.
- Öffentlicher Personennahverkehr ist größtenteils durch die Buslinie 210 der Saar-Pfalz-Bus GmbH an den Haltestellen Ballern Ortsmitte, Rech Ortsmitte und Ripplingen Ortsmitte gewährleistet. In den Randzeiten wird ein Anruf-Taxi angeboten.